# Nikteusz
Nikteusz (Nykteus, gr. Νυκτεύς, łac. Nycteus) – postać w mitologii greckiej. Był bratem Likosa. Miał dwie córki, Antiopę i Nykteis.
Ojcem Nikteusza i Likosa był Hyrieus, syn Posejdona i Plejady Alkione, założyciel beockiego miasta Hyria. Matką była nimfa Klonia. Według późnych przekazów mitograficznych synem Hyrieusa był także Orion. 
Istnieją jednak także inne przekazy o pochodzeniu Nikteusza. Według niektórych był on synem Posejdona i Plejady Kelajno – wersja ta powstała na skutek pomieszania różnych Likosów, z których jeden był synem Hyrieusa i Klonii, drugi synem Posejdona i Kelajno. Według innej wersji Nikteusz i Likos byli synami Chtoniosa, jednego z Zasianych Ludzi.
Antiopa za sprawą Zeusa powiła dwóch synów, Amfiona i Zetosa. Obawiając się gniewu ojca uciekła z królestwa wraz z dziećmi. Zrozpaczony Nikteusz zabił się, polecając opiekę nad Antiopą bratu Likosowi oraz jego żonie Dirke.